# Ted Wass
Ted Wass, właśc. Edward William Cantzler (ur. 27 października 1952 w Lakewood) – amerykański aktor, reżyser i scenarzysta telewizyjny.

## Wczesne lata
Urodził się w Lakewood w stanie Ohio jako syn Gail Lenore Shannon (1922–2012) i Roberta Henry’ego Cantzlera (1918–1959). Jego rodzina była pochodzenia żydowskiego, a także miała korzenie rosyjskie i węgierskie. Wass było nazwiskiem jego ojczyma. Dorastał w Glen Ellyn w Illinois, gdzie w 1970 ukończył Glenbard West High School. Naukę kontynuował w Goodman School of Drama i  School of the Art Institute of Chicago (dziś DePaul University) w Chicago, gdzie otrzymał Nagrodę Absolwentów 2012.

## Kariera
W 1975 zadebiutował na profesjonalnej scenie w produkcji off-Broadwayowskiej Columbus. W 1976 trafił na Broadway, gdzie przyjął rolę Danny’ego Zuko w musicalu Grease. W 1981 powrócił na Broadway w głównej roli Vernona Gerscha w musicalu Oni grają naszą piosenkę (They’re Playing Our Song). Te występy zapoczątkowały profesjonalną karierę aktorską na scenie, w filmach i telewizji.
Po raz pierwszy wystąpił na ekranie jako Sam Trask w jednym z odcinków serialu familijnego ABC Rodzina (Family, 1977) – pt. „Bezpieczny dom” („A Safe House”) z Meredith Baxter. Od 13 września 1977 do 20 kwietnia 1981 grał postać Danny’ego Dallasa w sitcomie ABC Mydło (Soap, 1977-1981), będącym parodią opery mydlanej. Znalazł się w obsadzie komediodramatu wojennego CBS Obchodzić się ostrożnie (Handle with Care, 1977) w roli kaprala Tillinghama z Brianem Dennehy, dramacie historycznym Skandal pożarowy w fabryce Triangle (The Triangle Factory Fire Scandal, 1979) jako Vinnie z Davidem Dukesem i biblijnym ABC Trzynasty dzień: Historia Estery (The Thirteenth Day: The Story of Esther, 1979) jako Szymon z Olivią Hussey.
Po raz pierwszy zabłysnął na kinowym ekranie rolą nowojorskiego detektywa sierżanta Cliftona Sleigha w komedii kryminalnej Blake’a Edwardsa Klątwa Różowej Pantery (Curse of the Pink Panther, 1983).
W sensacyjnym dramacie przygodowym fantasy Johna Guillermina Sheena – królowa dżungli (Sheena, 1984) z Tanyą Roberts zagrał postać producenta filmowego Vica Caseya, kręcącego film w Afryce i zakochanego w tytułowej bohaterce.
Powrócił na mały ekran w roli doktora Stevena Ratajkowskiego w serialu Mężczyzna (Men, 1989), wcielił się w postać Nicka Russo, ojca gwiazdy Mayim Bialik, w popularnym sitcomie NBC Rozkwitnąć (Blossom, 1991-1995) i dołączył do obsady melodramatu NBC Gwiazda (Star, 1993) na podstawie powieści Danielle Steel.

### Życie prywatne
W 1979 poślubił aktorkę Janet Margolin, która zmarła w wieku 50. lat na raka jajników – 17 grudnia 1993 w Los Angeles. Mają dwoje dzieci: syna Juliana (ur. 10 listopada 1981), który został zawodowym kompozytorem, i córkę Matildę (ur. 1990). W 1996 ożenił się po raz drugi z producentką Niną, z ma córkę Stellę (ur. 25 listopada 2004).

## Filmografia

### obsada aktorska
- 1977: Rodzina (Family, serial TV) jako Sam Trask
- 1977-1981: Mydło (Soap, serial TV) jako Danny Dallas
- 1979: The Thirteenth Day: The Story of Esther (TV) jako Simon
- 1979: The Triangle Factory Fire Scandal (TV) jako Vinnie
- 1982: I Was a Mail Order Bride (TV) jako Robert Fitzgerald
- 1983: Klątwa Różowej Pantery (Curse of the Pink Panther) jako Clifton Sleigh
- 1983: Baby Sister (TV) jako David Mitchell
- 1984: Och, Boże! Ty diable (Oh, God! You Devil) jako Bobby Shelton
- 1984: Sheena – królowa dżungli (Sheena) jako Vic Casey
- 1985: Grzechy ojca (Sins of the Father, TV) jako Gregory Scott Murchison
- 1986 : Sunday Drive (TV) jako Paul Sheridan
- 1986: Triplecross (TV) jako Elliott Taffle
- 1986: The Longshot jako Stump
- 1986: Duch Canterville (The Canterville Ghost, TV) jako Harry Canterville
- 1987: CBS Summer Playhouse (serial TV) jako Mickey
- 1988: Pancho Barnes (TV) jako Frank Clarke
- 1988: Shades of Love: Sunset Court (TV) jako dr Jimmy Fielding
- 1989: Oro fino jako Andre
- 1989: Mężczyzna (Men, serial TV) jako dr Steven Ratajkowski
- 1990: Sparks – cena namiętności (Sparks: The Price of Passion, TV) jako Steve Warner
- 1990: Blossom (TV) jako Nick Russo
- 1990-1995: Blossom (serial TV) jako Nick Russo
- 1993: Gwiazda (Star, TV) jako Ernie
- 1993: Triumph Over Disaster: The Hurricane Andrew Story (TV) jako Bryan Norcross

### reżyser
- 1993-1995: Blossom (serial TV)
- 1995: The Jeff Foxworthy Show (serial TV)
- 1995-1996: Local Heroes (serial TV)
- 1996: Świat pana trenera (Coach, serial TV)
- 1996: Mr. Rhodes (serial TV)
- 1997: Dusza człowiek (Soul Man, serial TV)
- 1997: Smart Guy (serial TV)
- 1998: Oni, ona i pizzeria (Two Guys, a Girl and a Pizza Place, serial TV)
- 1998: Karolina w mieście (serial TV)
- 1998: Tajemnica życia mężczyzny (The Secret Lives of Men, serial TV)
- 1998: Costello (serial TV)
- 1999: Norman w tarapatach (The Norm Show, serial TV)
- 1999: Zakręcony (Stark Raving Mad, serial TV)
- 1999: Oh Grow Up (serial TV)
- 1999: Karolina w mieście (Caroline in the City, serial TV)
- 1999: Bliźniaczki (Two of a Kind, serial TV)
- 2000: Teraz ty (Then Came You)
- 2000-2002: Spin City (serial TV)
- 2001: On, ona i dzieciaki (My Wife and Kids, serial TV)
- 2002: Wednesday 9:30 (8:30 Central, serial TV)
- 2002: Class of '06 (TV)
- 2003: Married to the Kellys (serial TV)
- 2003: Regular Joe (serial TV)
- 2003: Randka z gwiazdą (I'm with Her, serial TV)
- 2004-2006: Prawie doskonali (Less Than Perfect, serial TV)
- 2005: Adopted (TV)
- 2005: Play Dates (TV)
- 2006: Untitled Patricia Heaton Project (TV)
- 2006: "Rules of Engagement (serial TV)
- 2006: The Game(serial TV)
- 2006: Dopóki śmierć nas nie rozłączy (Til Death, serial TV)
- 2006: Crumbs (serial TV)
- 2007: Teoria wielkiego podrywu (The Big Bang Theory, serial TV)
- 2007: Dwóch i pół (Two and a Half Men, serial TV)
- 2007-2008: Wszyscy nienawidzą Chrisa (Everybody Hates Chris, serial TV)
- 2007-2013: Sposób użycia (Rules of Engagement, serial TV)
- 2009: Ruby & The Rockits (serial TV)
- 2010: Przypadek zgodny z planem (Accidentally on Purpose, serial TV)
- 2010: Melissa i Joey (Melissa & Joey, serial TV)
- 2011: State of Georgia (serial TV)
- 2011-2012: Dwie spłukane dziewczyny (2 Broke Girls, serial TV)
- 2012: Sullivan i Syn (Sullivan & Son, serial TV)
- 2014-: Nierandkowalni (Undateable, serial TV)
- 2015: Cristela (serial TV)